# Jam Session at the Tower
Jam Session at the Tower è un album di Ray Anthony, pubblicato dalla Capitol Records nel 1956.

## Tracce
Lato A
1. Flyin' Home – 6:36 (Benny Goodman, Lionel Hampton, Leo Robin) – Registrato il 3 marzo 1956 al Capitol Tower Studios di Hollywood, California
2. Night Train – 5:00 (Jimmy Forrest) – Registrato il 3 marzo 1956 al Capitol Tower Studios di Hollywood, California
3. How High the Moon – 5:32 (Morgan Lewis, Nancy Hamilton) – Registrato il 29 febbraio 1956 al Capitol Tower Studios di Hollywood, California

Durata totale: 17:08
Lato B
1. Perdido – 4:59 (Juan Tizol, Hans Jan Lengsfelder, Ervin Drake) – Registrato il 29 febbraio 1956 al Capitol Tower Studios di Hollywood, California
2. One O'Clock Jump – 4:50 (Count Basie) – Registrato il 29 febbraio 1956 al Capitol Tower Studios di Hollywood, California
3. Swingin' at the Tower – 5:12 (Ray Anthony, Don Simpson) – Registrato il 3 marzo 1956 al Capitol Tower Studios di Hollywood, California

Durata totale: 15:01

## Musicisti
Flyin' Home / Night Train / Swingin' at the Tower
- Ray Anthony - tromba
- Conrad Gozzo - tromba
- Art De Pew - tromba
- John Audino - tromba
- Joe Dolny - tromba
- Tommy Pederson - trombone
- Jimmy Priddy - trombone
- Ken Trimble - trombone
- Ray Sims - trombone
- Med Flory - sassofono alto, clarinetto
- Gene Merlino - sassofono alto, clarinetto
- Georgie Auld - sassofono tenore
- Irving Roth - sassofono tenore
- Leo Anthony - sassofono baritono
- Buddy Cole - pianoforte
- Nick Bonney - chitarra
- Don Simpson - contrabbasso
- Alvin Stoller - batteria
- Sconosciuto - arrangiamenti

How High the Moon / Perdido / One O'Clock Jump
- Ray Anthony - tromba
- John Audino - tromba
- John Best - tromba
- Art De Pew - tromba
- Joe Dolny - tromba
- Conrad Gozzo - tromba
- Dick Nash - trombone
- Jimmy Priddy - trombone
- Ray Sims - trombone
- Ken Trimble - trombone
- Med Flory - sassofono alto, clarinetto
- Gene Merlino - sassofono alto, clarinetto
- Georgie Auld - sassofono tenore
- Irving Roth - sassofono tenore
- Leo Anthony - sassofono baritono
- Paul Smith - pianoforte
- Nick Bonney - chitarra
- Don Simpson - contrabbasso
- Alvin Stoller - batteria
- Sconosciuto - arrangiamenti